# Lyceum Alphonse Daudet

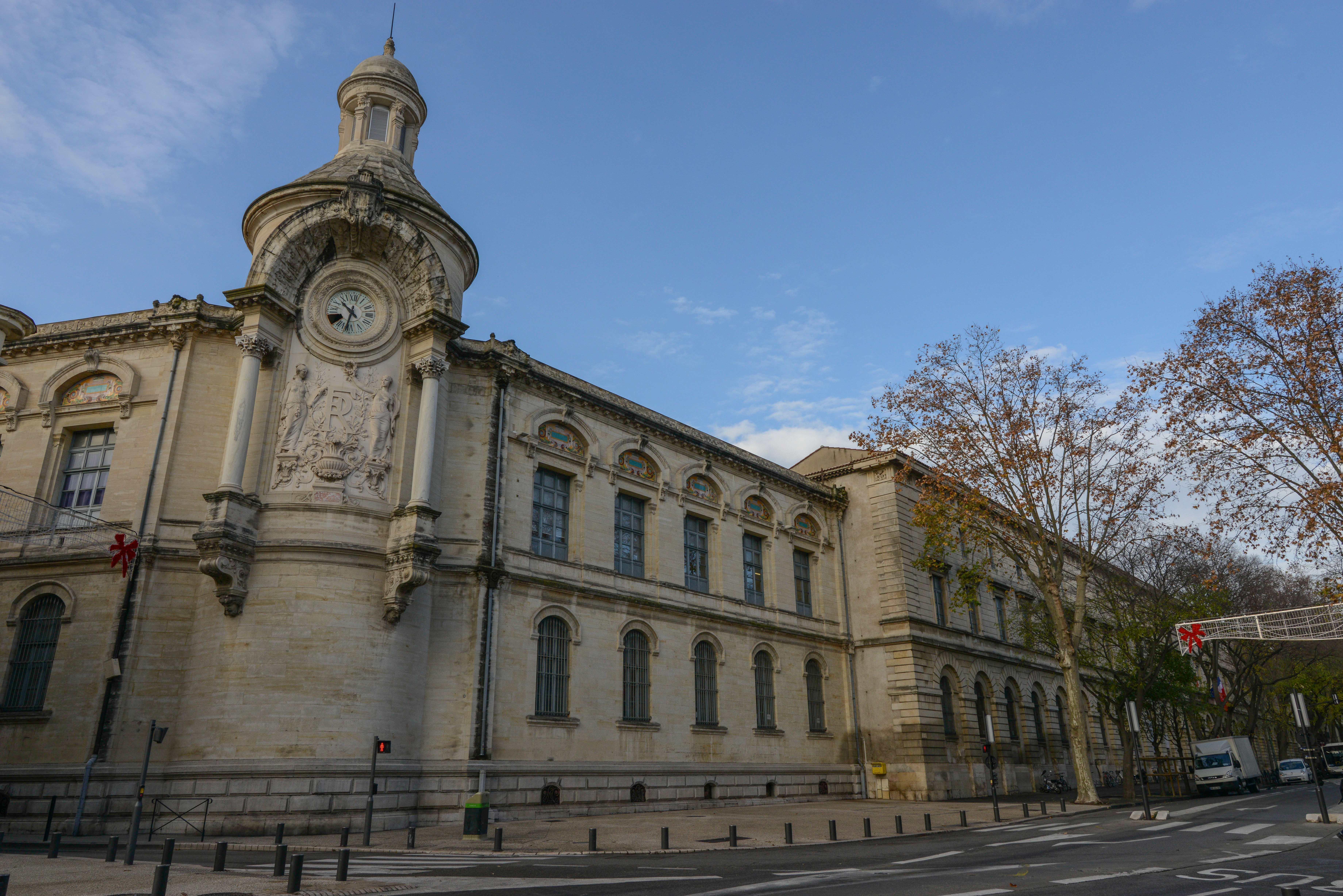
Lyceum Alphonse Daudet in Nîmes (Zuid-Frankrijk)

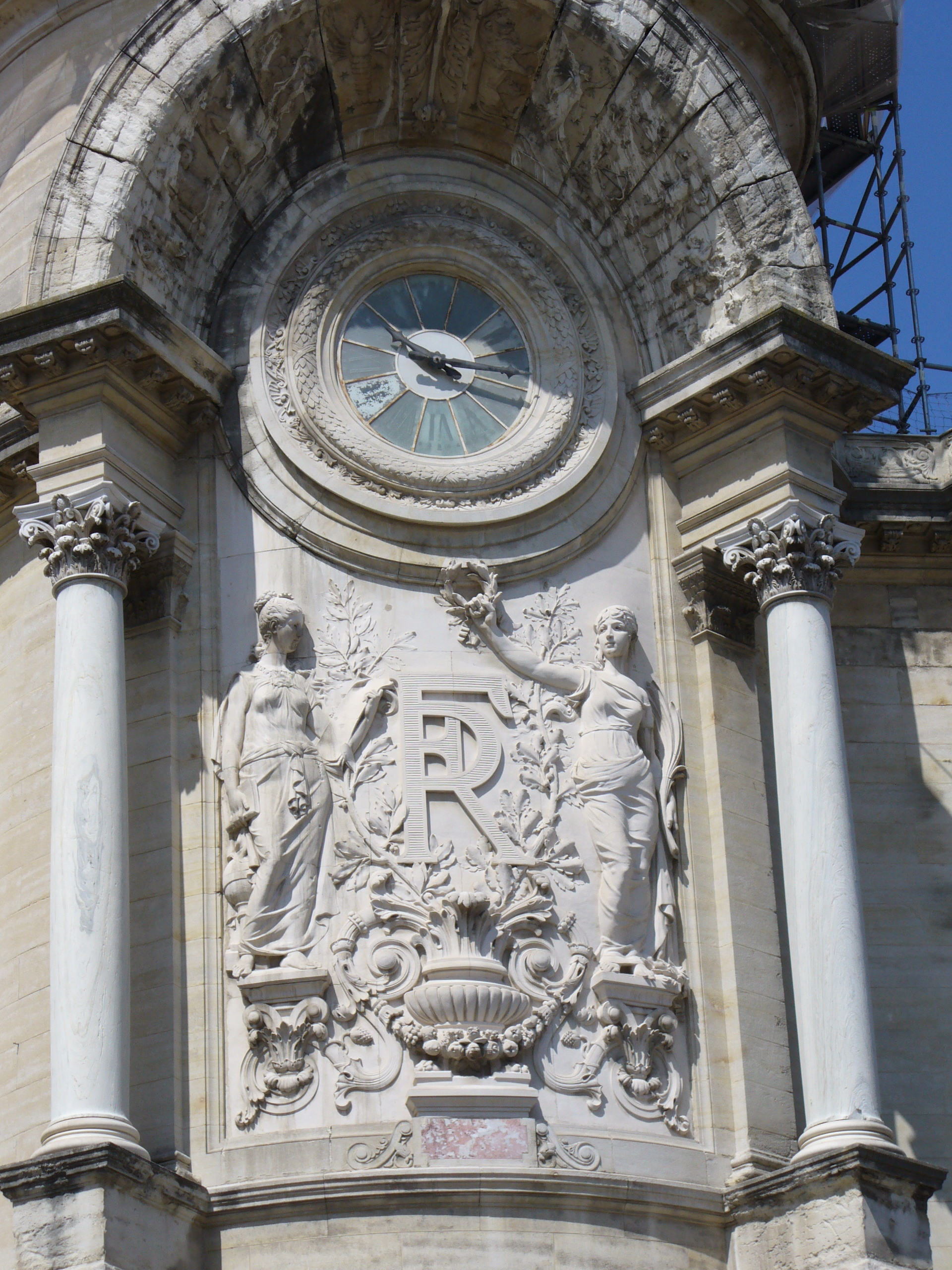
Zicht op de klok vanuit de Arena van Nîmes

Het Lyceum Alphonse Daudet (19e eeuw) is een middelbare school in Nîmes, in het Franse departement Gard. Het bevindt zich in het centrum van Nîmes, tegenover de Arena en de voormalige stadswallen, aan de Boulevard Victor Hugo.

## Historiek
Het schoolgebouw Alphonse Daudet was oorspronkelijk gebouwd als een godshuis (1822-1825). Het oude godshuis op deze plek was te klein en bovendien bouwvallig door het slopen van de stadswallen van Nîmes. Het nieuwe bouwwerk werd halfcirkelvormig van vorm, volgens de plannen van ingenieur Charles Durand. De gelijkvloers werd ingericht met winkeltjes om inkomsten te bezorgen aan het godshuis.
In 1874 viel de beslissing er een cultureel centrum onder te brengen, genoemd het Palais des Arts van Nîmes. Dit zou niet alleen expositieruimtes omvatten maar ook kunstonderwijs. Het godshuis werd uitgebreid met nieuwe vleugels, volgens de plannen van architect Granon (1875-1880). Het hoekgebouw werd ambitieus uitgetekend met een bas-reliëf en een carillon. Doch er kwam nooit een cultureel centrum. 
Vlak voor de opening vond de overheid het nodig een jongensschool erin onder te brengen. Dit kwam omdat de jongensschool in de voormalige Jezuïetenschool van Nîmes te eng behuisd was. Daarom begonnen er opnieuw transformatiewerken, ditmaal onder leiding van de architecten Lucien Feuchière en Alfred Randon de Grolier. Het gebouw werd langs achteren gesloten zodat er vier speelplaatsen ontstonden. De kapel van het godshuis, zoals ontworpen door Charles Durand, werd gesloopt; andere vleugels van Charles Durand bleven bewaard in hun oorspronkelijk staat. De winkels op het gelijkvloers verdwenen wel. In de hoektoren werd een uurwerk geïnstalleerd. Zo opende in 1885 het lyceum zijn deuren. 
De naam Lyceum Alphonse Daudet werd gegeven in het jaar 1966, als eerbetoon aan de schrijver Alphonse Daudet. 
Het gebouw werd erkend als monument historique in 2007. Hierbij ging bijzondere aandacht naar wat ooit het godshuis van Charles Durand was.

## Enkele oud-leerlingen van het lyceum
- Edmond Guiraud (1879-1961), acteur
- Gaston Deferre (1910-1986), burgemeester van Marseille en minister